# مصطفى اجماهري

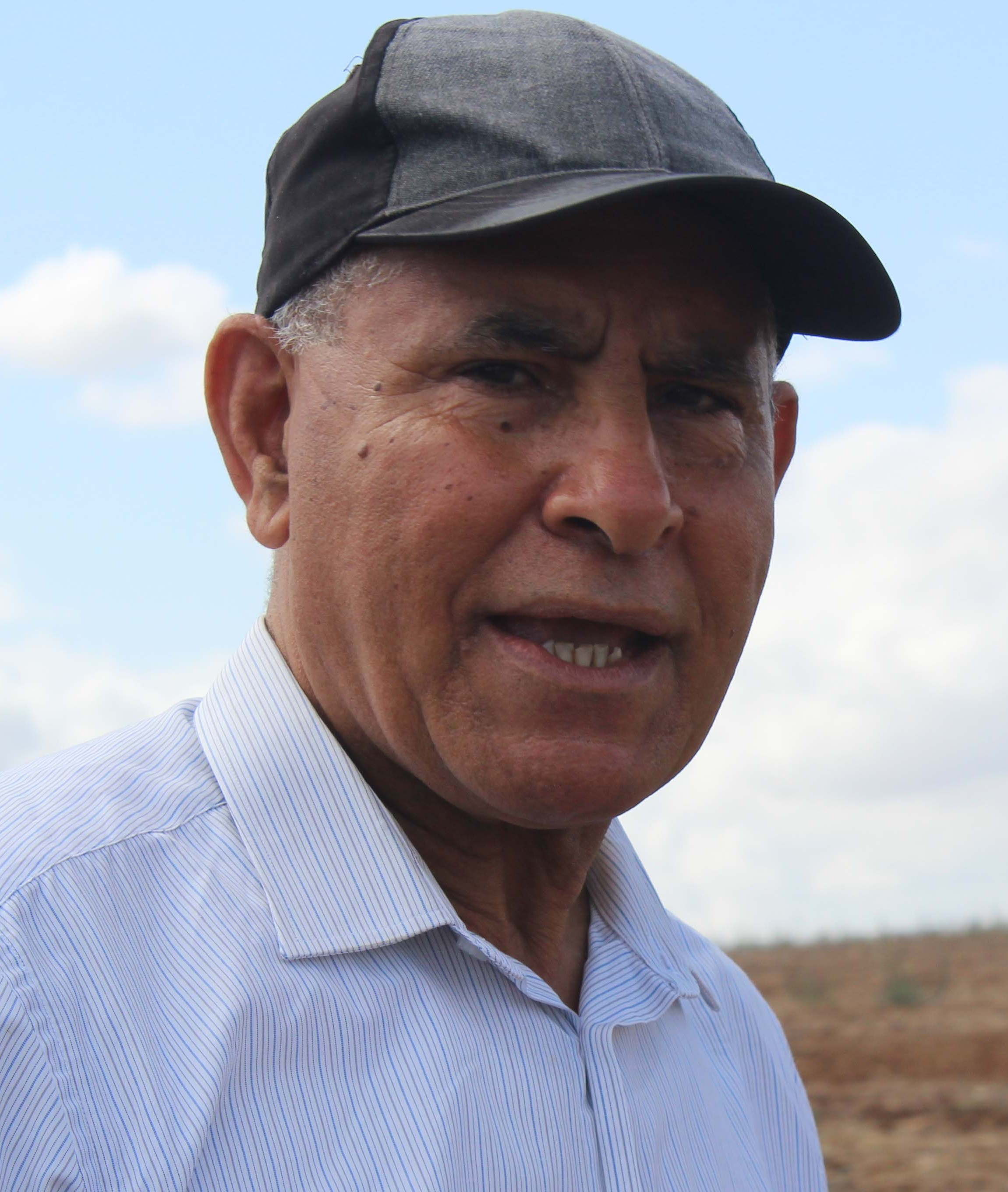

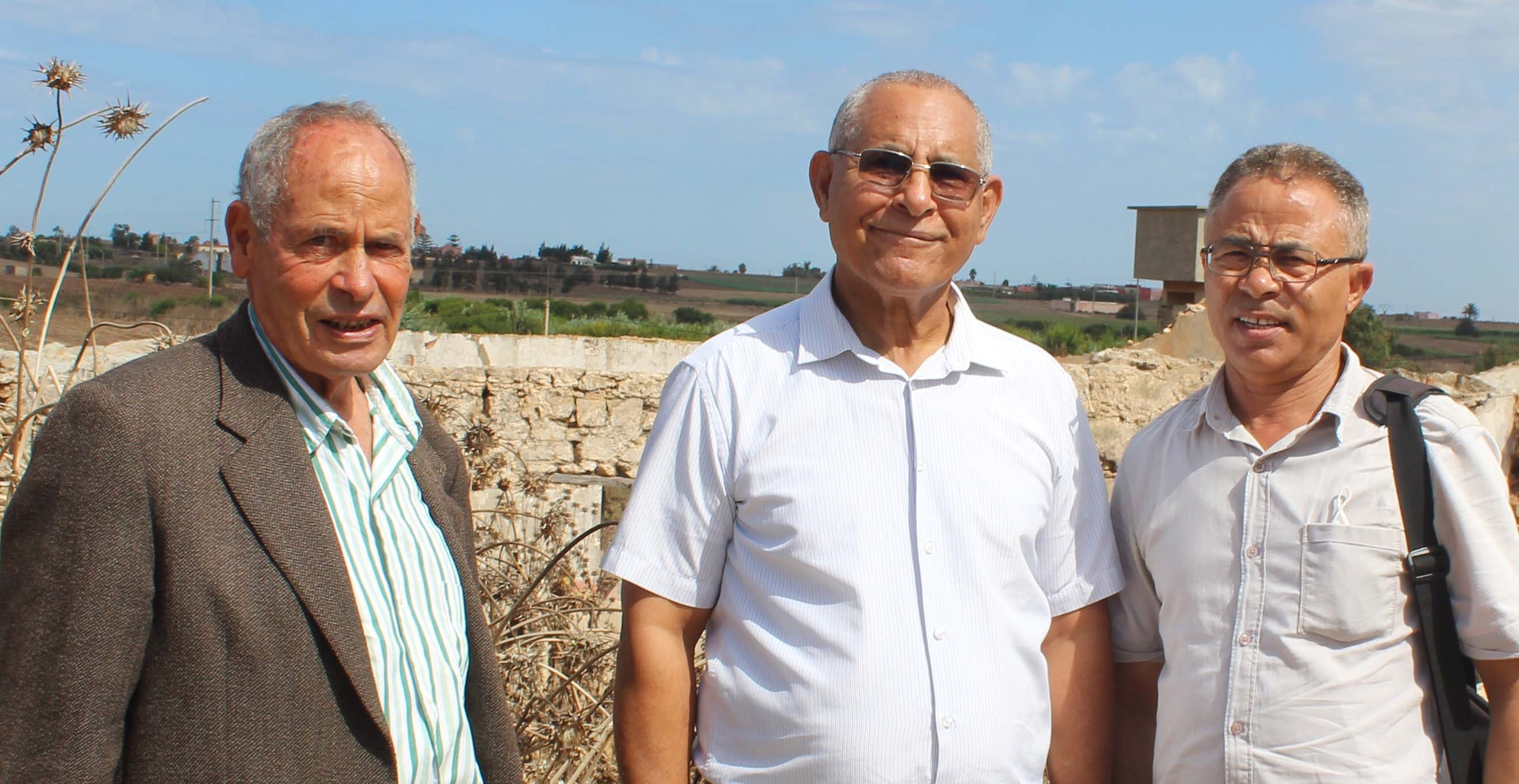

مصطفى اجماهري (مواليد سنة 14 نوفمبر 1952، الدار البيضاء) كاتب وصحفي مغربي، يكتب باللغتين العربية والفرنسية.

## مسيرته
تلقى تعليمه الابتدائي والثانوي بمدينة الجديدة. حصل على دبلوم المدرسة الوطنية للإدارة العمومية سنة 1983. وفي سنة 1983 أحرز على دبلوم الدراسات العليا بالمعهد العالي للصحافة. يشتغل متصرفا بمدينة الجديدة، كما أنه صحافي متعاون مع جريدة العلم.
نشر أول نص قصصي «البحث عن العشاء» سنة 1972، وذلك بجريدة العلم. له كتابات بمجموعة من الصحف والمجلات، منها: البيان، المحرر، آفاق، الثقافة، الشعر.
التحق باتحاد كتاب المغرب سنة 1985.

## أعماله
- أمواج، البيضاء، مطبعة الأندلس، البيضاء،  1978.

- حرائق ودخان، اتحاد كتاب العرب، دمشق، 1984.

- الحارة، اتحاد كتاب العرب، 1990.